# Tyntesfield
Tyntesfield er et victorianske nygotisk hus og ejendom nær Wraxall, North Somerset, England. Huset er listed building af første grad, og den er opkaldt Tynte baronets, som havde ejet ejendomme i området siden 1500-tallet. Tidligere lå på stedet et jagtslot i 1500-tallet, der blev brugt som gårdbygning frem til begyndelsen af 1800-tallet. I 1830'erne blev der opførte en georgiansk herregård, som blev købt af den engelske erhvervsmand William Gibbs, hvis enorme formue kom fra guano som brug til gødning. I 1860'erne fik Gibbs foretaget en omfattende udvidelse og ombygning af huset; et kapel blev tilføjet i 1870'erne. Gibbs-familien ejede huset frem til Richard Gibbs' død i 2001.
Tyntesfield blev herefter købt af National Trust i juni 2002 efter en fundraising-kampagne for at forhindre, at det blev solgt til private, og for at sikre at det kunne blive åbnet for offentligheden. Huset blev åbnet for besøgende første gang blot 10 uger efter anskaffelsen, og i takt med at flere rum er blevet restaureret, er de blev åbnet for publikum.
Herregården blev besøgt af 216.759 personer i 2014, hvilket var en stigning på 1 % i forhold til det foregående år.
Tyntesfield blev brugt til at filme dele af filmen Crooked House fra 2017, der var en filmatisering af Agatha Christies roman af samme navn med Glenn Close, Terence Stamp, Max Irons og Christina Hendricks. Det blev også brugt til BBCs serie Sherlock i episoden "The Abominable Bride".